# Brad Davis
Brad Davis, właśc. Robert Creel Davis (ur. 6 listopada 1949 w Tallahassee, zm. 8 września 1991 w Los Angeles) – amerykański aktor. Laureat Złotego Globu za najlepszy debiut aktorski w roli więźnia Billy’ego Hayesa z tureckiego więzienia w dramacie biograficznym Alana Parkera Midnight Express (1978). Był jedną z najgłośniejszych ofiar AIDS.

## Życiorys

### Wczesne lata
Urodził się w Tallahassee na Florydzie jako syn Anne Creel i Eugene’a Davisa, stomatologa, którego karierę zaprzepaścił nałóg alkoholowy. Jego młodszy brat, Eugene „Gene” Moor (ur. 27 stycznia 1952), również został aktorem. Według wywiadu z wdową po nim, Susan Bluestein Davis, omawiającej swoją książkę o swoim życiu, After Midnight: The Life and Death of Brad Davis, w „The New York Times” opublikowanym w 1997, twierdziła, że Davis powiedział jej, że doznał przemocy fizycznej od ojca i wykorzystywania seksualnego od matki. Uczęszczał do Titusville High School. Jako 16–latek, po odniesieniu zwycięstwa w konkursie talentów muzycznych, pracował w Theatre Atlanta. W wieku osiemnastu lat przeniósł się do Nowego Jorku, gdzie spędził dwa lata w American Academy of Dramatic Arts (rocznik 1970), po czym studiował w American Place Theatre u Wynna Handmana. W młodości był znany jako „Bobby”; dopiero w 1973 przybrał sceniczny pseudonim „Brad Davis”. Jako dorosły mężczyzna był alkoholikiem, uzależnił się także od dożylnego stosowania narkotyków. Nałogi przezwyciężył dopiero w roku 1981.

### Kariera
Swoje pierwsze doświadczenia przed kamerą nabywał dzięki gościnnym występom na telewizyjnym ekranie, w tym jako Joshua w serialu przygodowym ABC Młodzi rebelianci (The Young Rebels, 1970) z udziałem Louisa Gossetta Jr. i Philippe’a Forquet, a następnie w operze mydlanej stacji NBC How to Survive a Marriage (1974) w roli Alexandra Kronosa. W dramacie telewizyjnym NBC Sybil (1976) w reżyserii Daniela Petrie z Joanne Woodward został obsadzony w roli Richarda, sąsiada i obiektu uczuć Sybil Dorsett (Sally Field). W dramacie telewizyjnym CBS Sekretne życie Johna Chapmana (The Secret Life of John Chapman, 1976) zagrał postać syna rektora college’u (Ralph Waite). Ponadto pojawił się w miniserialu ABC Korzenie (Roots, 1977). Został wymieniony jako jeden z dwunastu „Obiecujących nowych aktorów 1978 roku” w Screen World, tom. 30. 
Grał w produkcjach off-broadwayowskich: Crystal i Fox (1973) jako Gabriel z Rue McClanahan i Barrym Corbinem, Naomi Court (1973) jako Harper, Czterech przyjaciół (1975) jako Mike i Nieuchwytny anioł (1977) jako Carlton Pine. W 1981 w zastępstwie za Maxwella Caulfielda zagrał rolę Sloane’a w spektaklu Joego Ortona Zabawiając pana Sloane’a (Entertaining Mr. Sloane). W 1982 razem z zespołem aktorskim otrzymał nagrodę Drama Logue Award za występ w awangardowej adaptacji Przemiany Franza Kafki w reż. Stevena Berkoffa w Mark Taper Forum Theatre w Los Angeles w Kalifornii, gdzie wcielił się w główną rolę Gregora Samsy, który przemienia się w gigantycznego robaka. W 1985 zdobył uznanie krytyków za rolę homoseksualnego Neda Weeksa, którego kochanek umiera na AIDS w sztuce off-broadwayowskiej Larry’ego Kramera Normalne serce (The Normal Heart).
Był brany pod uwagę do roli II oficera pokładowego Kane’a w  Obcym Ridleya Scotta (1979), która ostatecznie przypadła Johnowi Hurtowi. Wystąpił jako amerykański biegacz olimpijski Jackson Scholz w dramacie Hugh Hudsona Rydwany ognia (Chariots of Fire, 1981), Robert F. Kennedy w miniserialu ABC Robert Kennedy i jego czasy (Robert Kennedy & His Times, 1985), w roli detektywa Johnny’ego Modine’a w dreszczowcu Zimna stal (Cold Steel, 1987) z Sharon Stone i ekscentryczny pilot w komedii Percy’ego Adlona Rozalka idzie na zakupy (Rosalie Goes Shopping, 1989).
Był na okładkach „L’Uomo Vogue” (w kwietniu 1979), „Interview” (w październiku 1979), „After Dark” (w maju 1980) i „The Advocate” (w lipcu 1997).
Davis podjął zawodowe ryzyko, przyjmując tytułową rolę homoseksualnego marynarza w dramacie Rainera Wernera Fassbindera Querelle (1982) na podstawie książki Jeana Geneta. Film okazał się komercyjną porażką i generalnie nie został dobrze przyjęty przez krytyków.

## Życie osobiste
29 grudnia 1976 zawarł związek małżeński z Susan Bluestein, dyrektorką castingu, laureatką nagrody Emmy. Mieli jedno dziecko Alexandra „Alexa” Blue Davisa (ur. 23 kwietnia 1983 jako Alexandra Elizabeth), transmężczyznę, muzyka i aktora.

### Śmierć
W 1985 u Davisa wykryto wirusa HIV, który on i jego żona utrzymywali w tajemnicy aż do śmierci. Zmarł 8 września 1991 w Los Angeles w wyniku powikłań związanych z wieloletnią chorobą w wieku 41 lat. Został pochowany w Forest Lawn Memorial Park w Hollywood Hills. Media określiły Davisa mianem „pierwszego heteroseksualnego aktora zmarłego na AIDS”, mimo iż był on biseksualistą. Orientację męża sprecyzowała we własnej książce jego żona.
W 1997 jego żona Susan ujawniła, że Davis prawdopodobnie zaraził się wirusem HIV poprzez dożylne zażywanie narkotyków i że popełnił wspomagane samobójstwo przez przedawkowanie narkotyków.

## Filmografia

### Filmy
- 1976: The Secret Life of John Chapman jako Andy Chapman
- 1978: Midnight Express jako Billy Hayes
- 1978: What Really Happened to the Class of '65?
- 1980: Więzy przyjaźni (A Small Circle of Friends) jako Leonardo DaVinci Rizzo
- 1980: Pogłoska o wojnie (A Rumor of War) jako porucznik Philip „Phil” Caputo
- 1981: Rydwany ognia (Chariots of Fire) jako Jackson Scholz
- 1982: Querelle jako Querelle
- 1986: Il Cugino americano jako Julian Salina
- 1987: Serce (Heart) jako Eddie
- 1987: Gdy nadchodzi czas (When the Time Comes) jako Dean
- 1987: Zimna stal (Cold Steel) jako Johnny Modine
- 1989: Rozalka idzie na zakupy (Rosalie Goes Shopping) jako Ray „Liebling” Greenspace
- 1989: The Rainbow Warrior Conspiracy jako Neil Travers
- 1990: Zabić Hitlera (The Plot to Kill Hitler) jako hrabia Claus von Stauffenberg
- 1991: Dziecię ciemności, dziecię światłości (Child of Darkness, Child of Light) jako doktor Phinney
- 1992: Gracz (Player, The) w roli samego siebie

### Seriale
- 1970: Młodzi rebelianci (The Young Rebels) jako Joshua
- 1974: How to Survive a Marriage jako Alexander Kronos
- 1976: Sybil jako Richard J. Loomis
- 1977: Korzenie (Roots) jako Ol' George Johnson
- 1985: Robert Kennedy i jego czasy (Robert Kennedy & His Times) jako Robert F. Kennedy
- 1985: Nowa seria Alfred Hitchcock przedstawia jako Arthur
- 1986: Strefa mroku (Twilight Zone, The) jako Arthur Lewis

## Nagrody i nominacje
| Rok  | Nagroda                                                 | Kategoria                                                | Tytuł                   | Rezultat  |
| ---- | ------------------------------------------------------- | -------------------------------------------------------- | ----------------------- | --------- |
| 1978 | Nagroda Stowarzyszenia Krytyków Filmowych w Kansas City | Najlepszy aktor                                          | Midnight Express (1978) | Wygrana   |
| 1979 | Złoty Glob                                              | Najlepszy debiut aktorski w filmie fabularnym            | Midnight Express (1978) | Wygrana   |
| 1979 | Złoty Glob                                              | Najlepszy aktor w filmie dramatycznym                    | Midnight Express (1978) | Nominacja |
| 1979 | Nagroda BAFTA                                           | Najbardziej obiecujący debiutant w głównej roli filmowej | Midnight Express (1978) | Nominacja |
| 1979 | Nagroda BAFTA                                           | Najlepszy aktor                                          | Midnight Express (1978) | Nominacja |